# QS Aquilae
Désignations
QS Aquilae est une triple ou quadruple constitué d'une binaire à éclipses sur une orbite de 2,5 jours autour de laquelle une troisième étoile orbite en 77 ans. Il semble qu'il y ait un quatrième composant avec une période d'environ 18 ans. Elle est située dans la constellation de l'Aigle, distante de ∼ 1 647 a.l. (∼ 505 pc) du Système solaire et est à peine visible à l'œil nu.